# Saab 9-3
 (mai 2025).
La Saab 9-3 est un véhicule de type berline, fabriqué par le constructeur automobile suédois Saab Automobile. Commercialisée depuis 1998 en version 3 et 5 portes, la seconde génération — tricorps 4 portes et break 5 portes — apparaît en 2002.

## Première génération (1998-2002)
Construite sur base General Motors, la 9-3 remplace en 1998 la 900 NG (Nouvelle Génération). D'un design similaire, elle bénéficie toutefois d'améliorations majeures portant sur 1 100 points dont, entre autres, la suspension, le confort, le silence, la tenue de route, la fiabilité mécanique et la sécurité passive avec un perfectionnement de la déformation à l'impact, ainsi que l'ajout d'airbags latéraux. La 9-3 hérite en outre des sièges avant de la 9-5, dotés de l'appui-tête actif « anti-coup du lapin » SAHR. Les modifications esthétiques concernent la calandre, le volant, les boucliers avant et arrière ainsi que le hayon, dont le troisième feu stop migre au niveau du toit et l'emplacement de la plaque d'immatriculation entre les feux arrière. Son {\displaystyle C_{x}} affiche 0,30 pour la berline, 0,31 pour la Viggen et 0,34 pour le cabriolet.
L'ordinateur de bord affiche ses informations sur le Saab Information Display (SID) conçu par Nokia, l'horloge analogique ayant cependant laissé place à une version numérique intégrée à l'écran. Sur le plan mécanique, le véhicule partage toujours avec l'Opel Vectra la plate-forme GM2900, toutefois sérieusement revue par les ingénieurs Saab. En plus du classique B204 issu du « moteur H Saab », la 9-3 inaugure le B204E équipé d'un turbo basse pression développant jusqu'à 113 kW, ainsi qu'un diesel d'origine Opel de 2,2 litres (2 171 cm3) développant de 85 à 92 kW selon les versions. Plus tard viendront des moteurs essence plus légers mais aussi plus fragiles, avec un bloc en aluminium : la série B205.
Cette génération de 9-3 aura été construite à 326 370 exemplaires pour les berlines et coupés, et à 433 445 exemplaires toutes versions confondues. Les versions essence sont toutes compatibles avec le SP95-E10, voire avec le E85 sans grande modification. La SAAB 9-3 première génération présente toutes les caractéristiques d'un futur collector : ligne agréable (surtout en coupé), fiabilité des moteurs essence notamment le B204, bonne finition et résistance des matériaux aux années ainsi que son côté atypique.

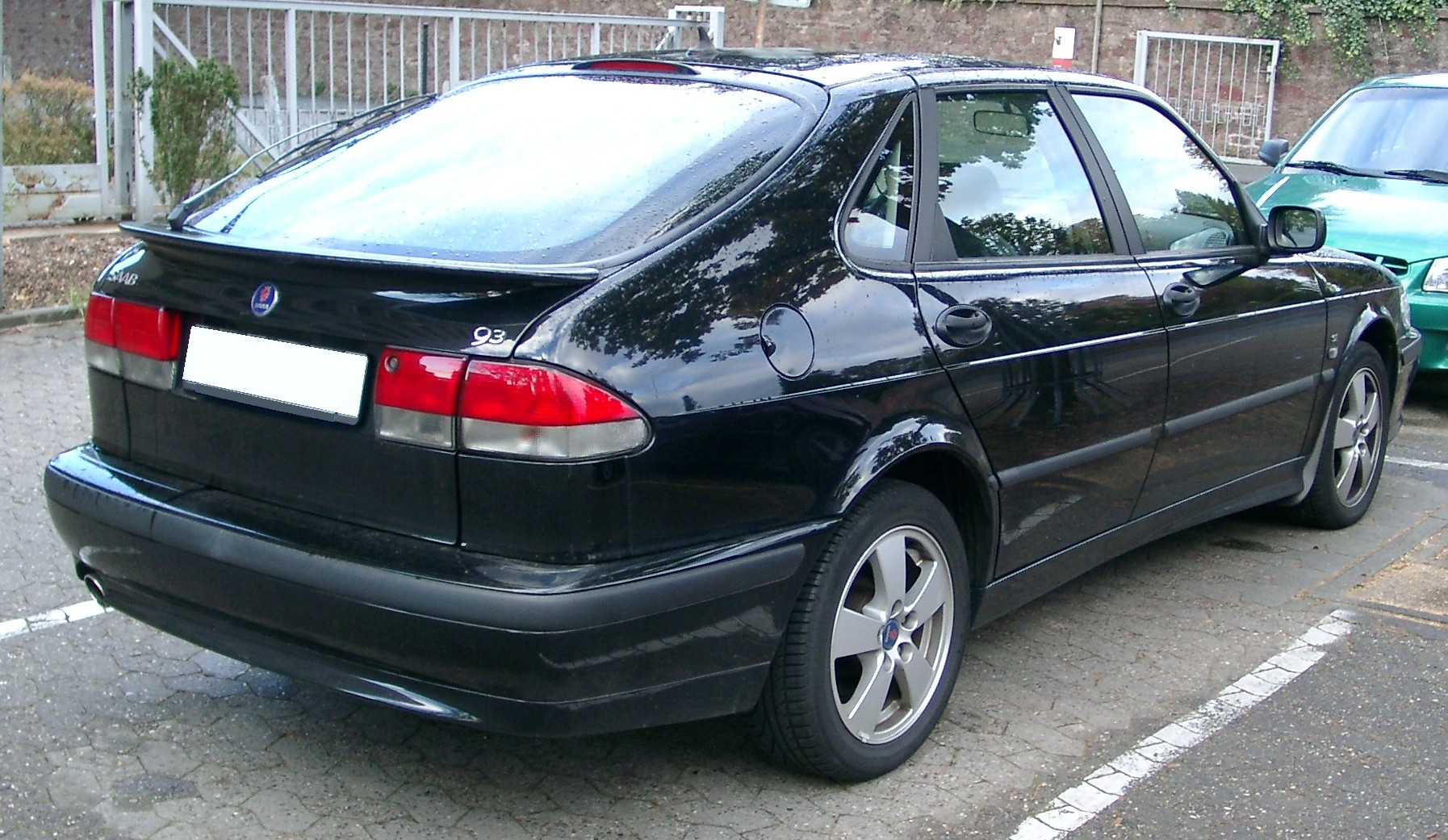
Poupe 9-3 5 portes
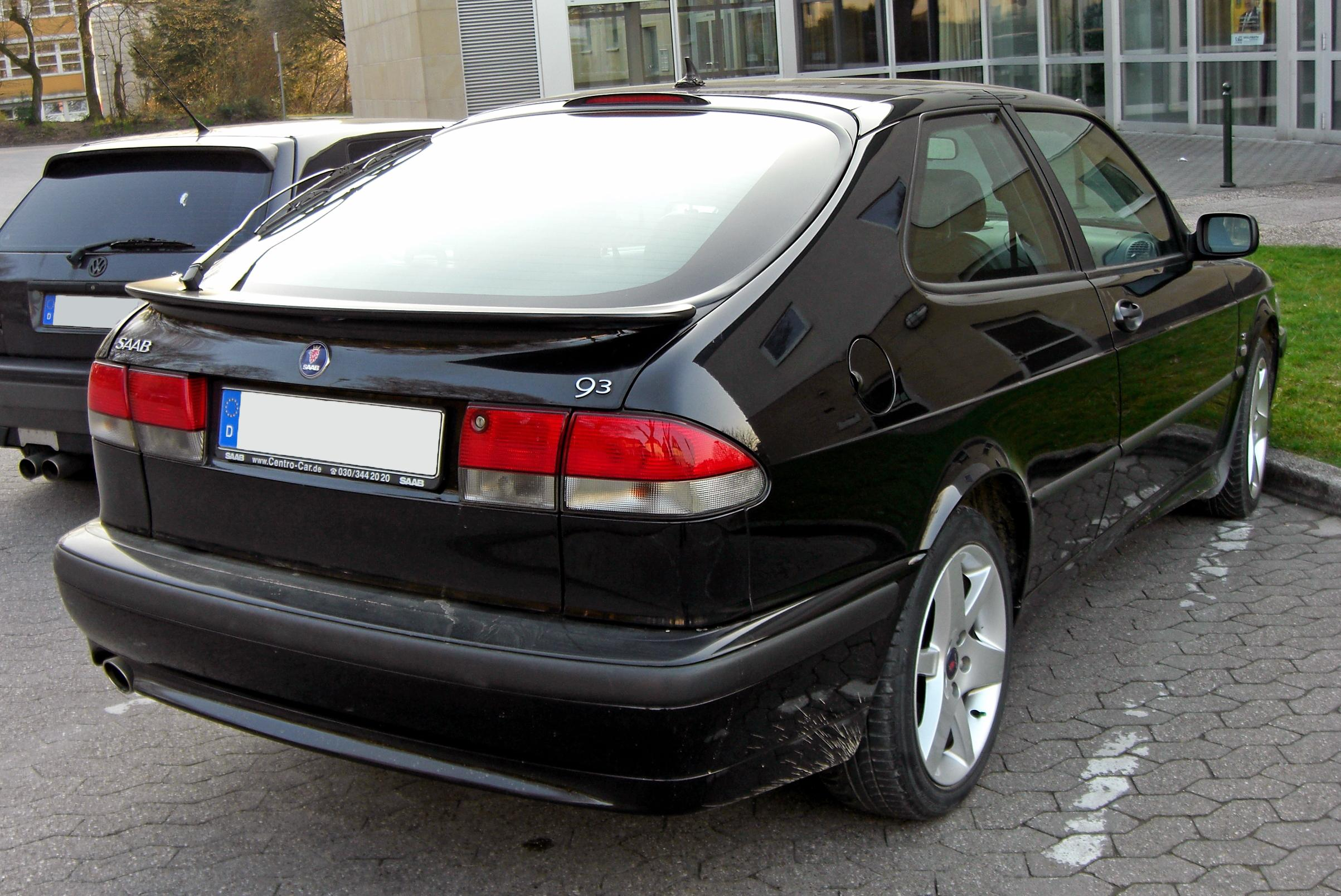
Poupe 9-3 coupé
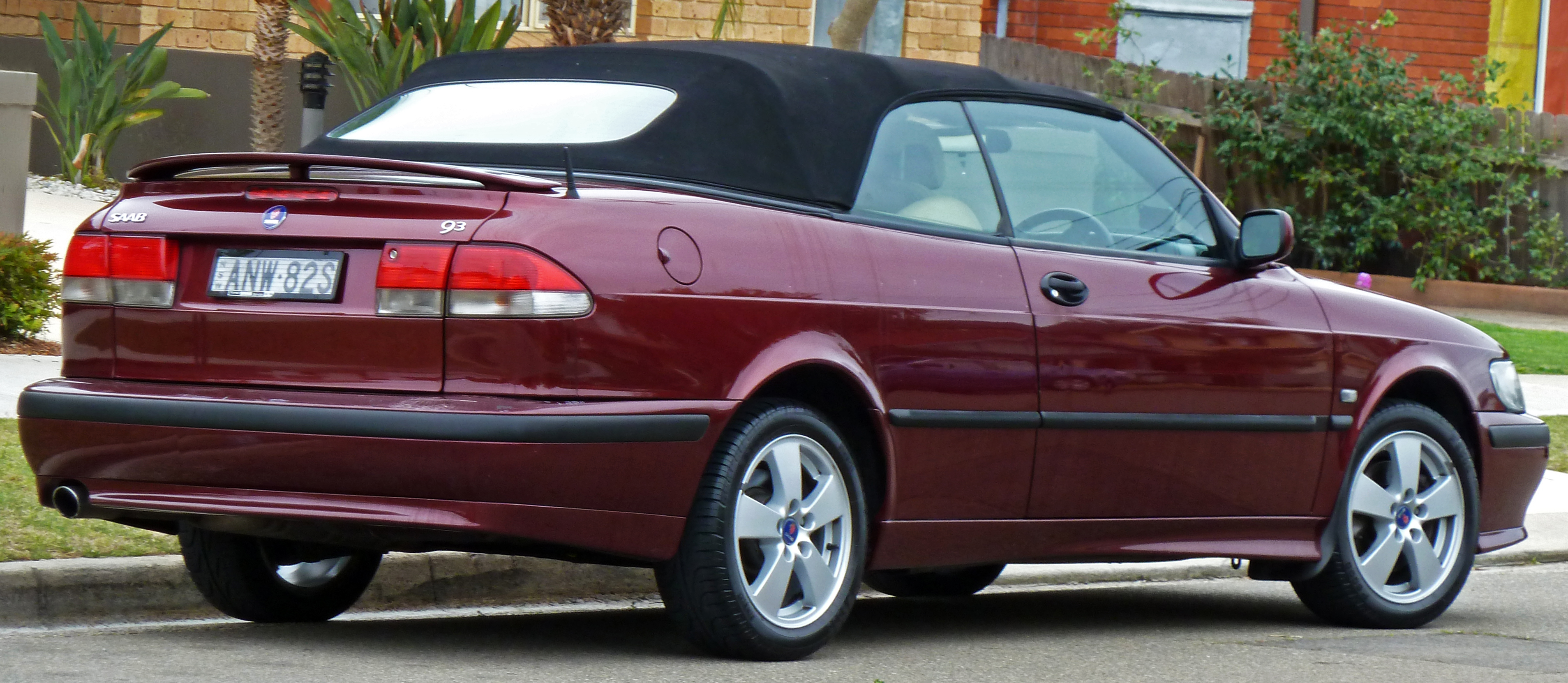
Poupe du modèle anniversaire

### Motorisations
Le 2.0i de 1 985 cm3 est géré par le système Bosch Motronic, les versions turbo par le système Saab Trionic.
- 2.0i 130 ch, 2.0t 154 ch, 2.0t 185 ch, 2.0t 200 ch, - respectivement Saab B204I, B204E , B204L , et B204R
- 2.0t 150 ch, 2.0t 185 ch, 2.0t 205 ch - respectivement Saab B205E, B205L, et B205R (à partir de 2000)
- 2.3t 230 ch - 2 290 cm3 - Saab B235R
- 2.2 TiD 115 ch et 125 ch - 2 171 cm3 - Opel D223L

Le B204i, d'un taux de compression de 10,5:1, développe 130 ch (96 kW) à 6 100 tr/min, pour un couple maximal de 177 N m à 4 300 tr/min. La version turbo, équipée de Garrett T25 et GT17, atteint 185 ch (136 kW) à 5 500 tr/min, pour un couple optimal de 263 N m dès 2 100 tr/min, avec un taux de compression de 9,2:1. Outre le 2.3 turbo, il existe une version 2.3 à injection forte de 150 ch (110 kW) à 5 700 tr/min, qui propose un couple de 210 N m dès 4 300 tr/min, au taux de compression de 10,5:1. Une version spéciale désignée B204R fit une apparition fugace sur les modèles tardifs SE ; dotée d'un turbo haute pression à 1 bar, elle développait 200 ch (150 kW) à 5 500 tr/min, pour un couple de 280 N m dès 2 200 tr/min.
Les séries B205 et B235 sont une évolution des bases B204 et B234.
Le diesel Opel D223L adapté à la Saab offre en entrée de gamme 115 ch (85 kW) à 4 300 tr/min, pour un couple de 260 N m disponible dès 2 000 tr/min. Son taux de compression affiche 19,5:1. Par la suite elle gagnera 10 ch ainsi que 20 N m soit 125 ch à 4000 tr/min pour 280 N m à 1500 tr/min.

## Deuxième génération (2002 - 2011)
La Saab 9-3 était commercialisée en France entre 2002 et 2011. Développée sur la plate-forme Epsilon de General Motors et dépourvue de hayon, elle diffère profondément de sa devancière. L'attention portée à la sécurité passive lui permet une note de 5 étoiles sur 5 aux tests de l'EuroNCAP, y compris en version cabriolet.
Le dessin de la carrosserie et la conception du système d'air conditionné de la cabine auront mis à profit la science de la mécanique des fluides numérique (MFN). La forme des éléments de carrosserie et la disposition des ouïes d'aération cabine ont été optimisées par visualisation et simulation sur ordinateur. Le modèle profitera en 2007 d'une refonte de la présentation du tableau de bord plus ergonomique, avec moins de boutons et une migration du SID du toit du tableau de bord vers le compteur de vitesse. 2008 apportera un remodelage du design extérieur; par Ola Granlund, notamment sur la proue avec un capot moteur adoptant la forme couvrante en « U », ou « capot-coquillage », inspirée de la Saab 99. La valeur du coefficient de traînée reste établie à 0,28 pour la berline, et à 0,33 pour la version break.
Si toutes les finitions reçoivent en standard le système ReAxs, un essieu arrière autodirectionnel, la version Aero adopte l'option d'une transmission intégrale XWD (Cross-Wheel Drive), développée par Saab en partenariat avec Haldex, qui gère électroniquement la répartition du couple sur les quatre roues.
Le système de diagnostics mis au point par General Motors (GM Tech II) cachait un easter egg (œuf de pâques) dans le sous-menu airbags/SRS lorsqu'il était branché sur une Saab 9-3 de seconde génération. Il permettait de jouer à Pong.

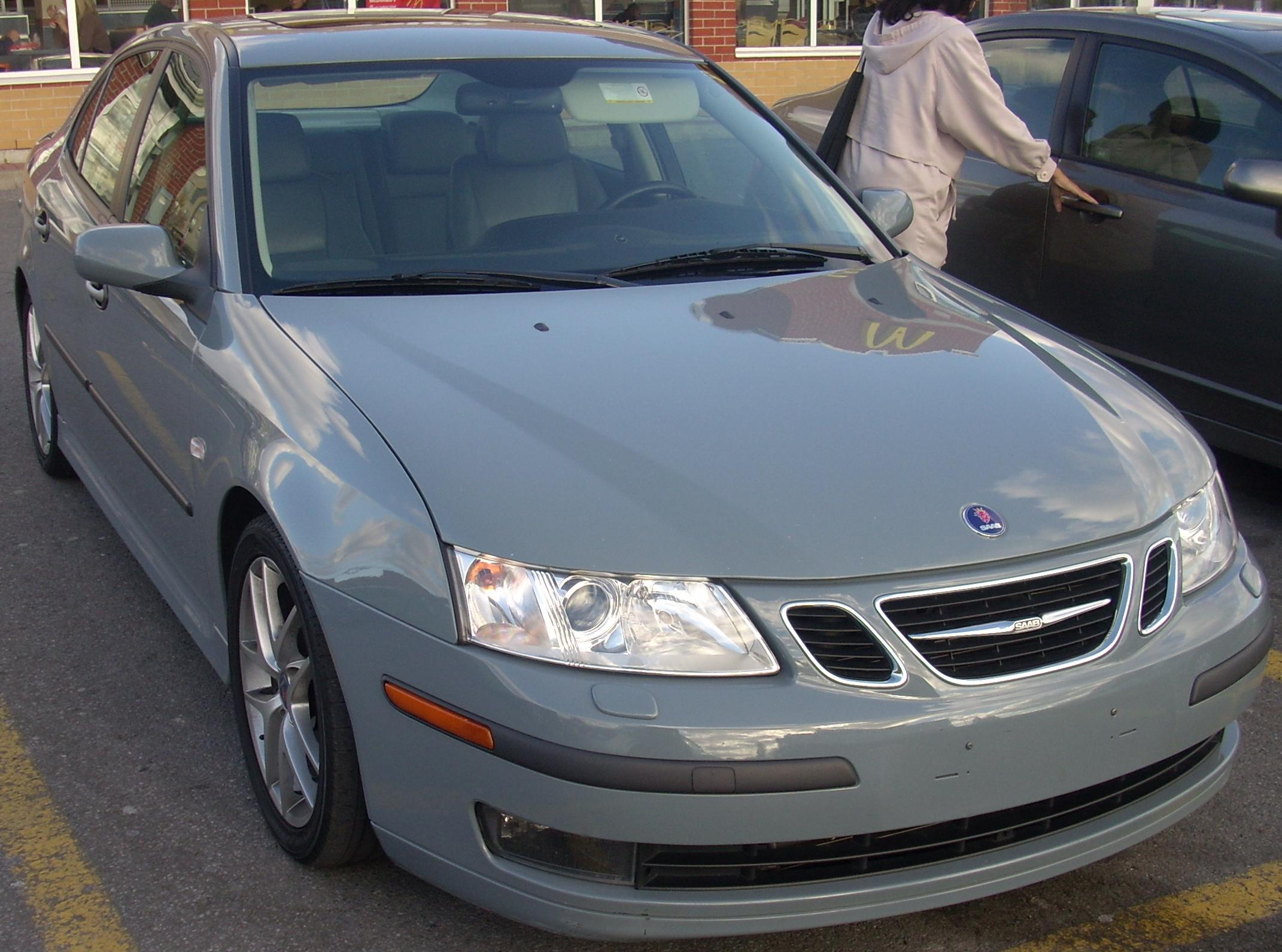
9-3 2002-2007
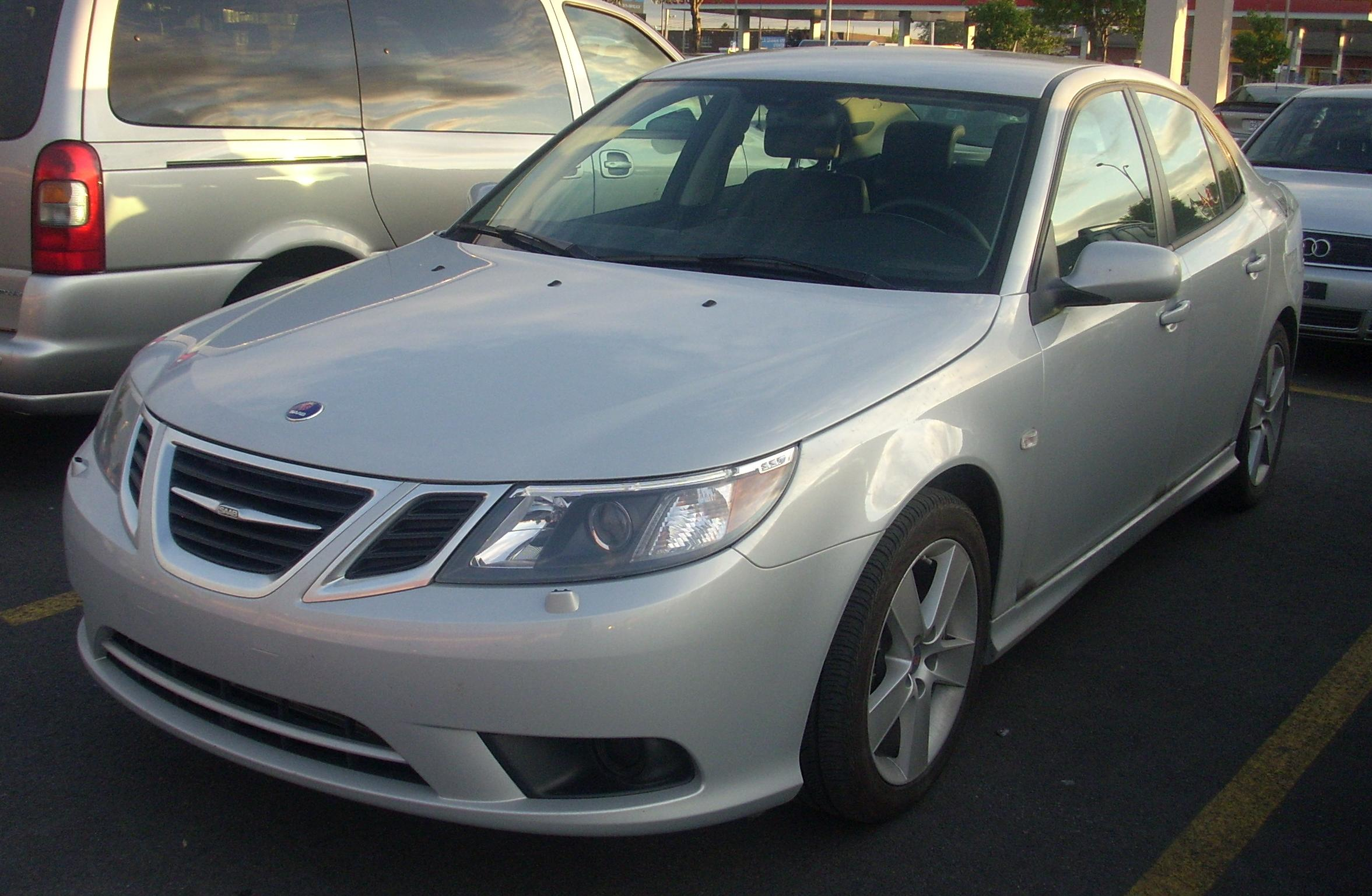
9-3 2008
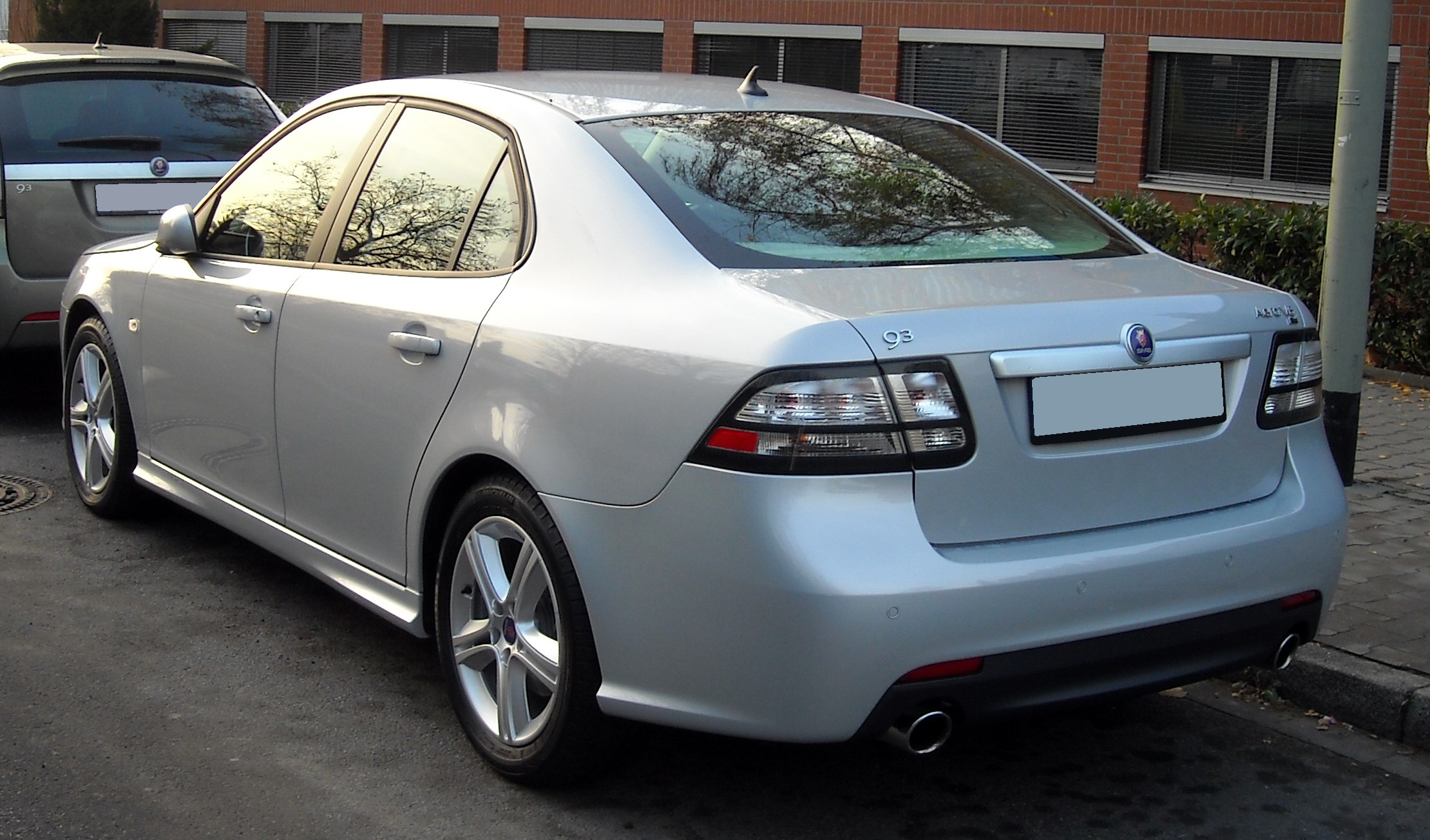
Poupe Aero 2008
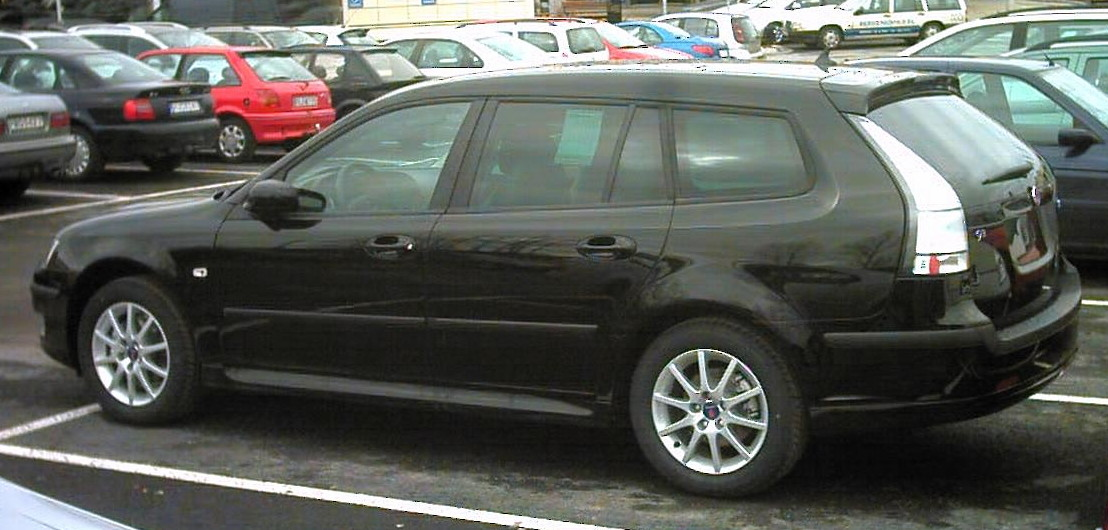
9-3 Break
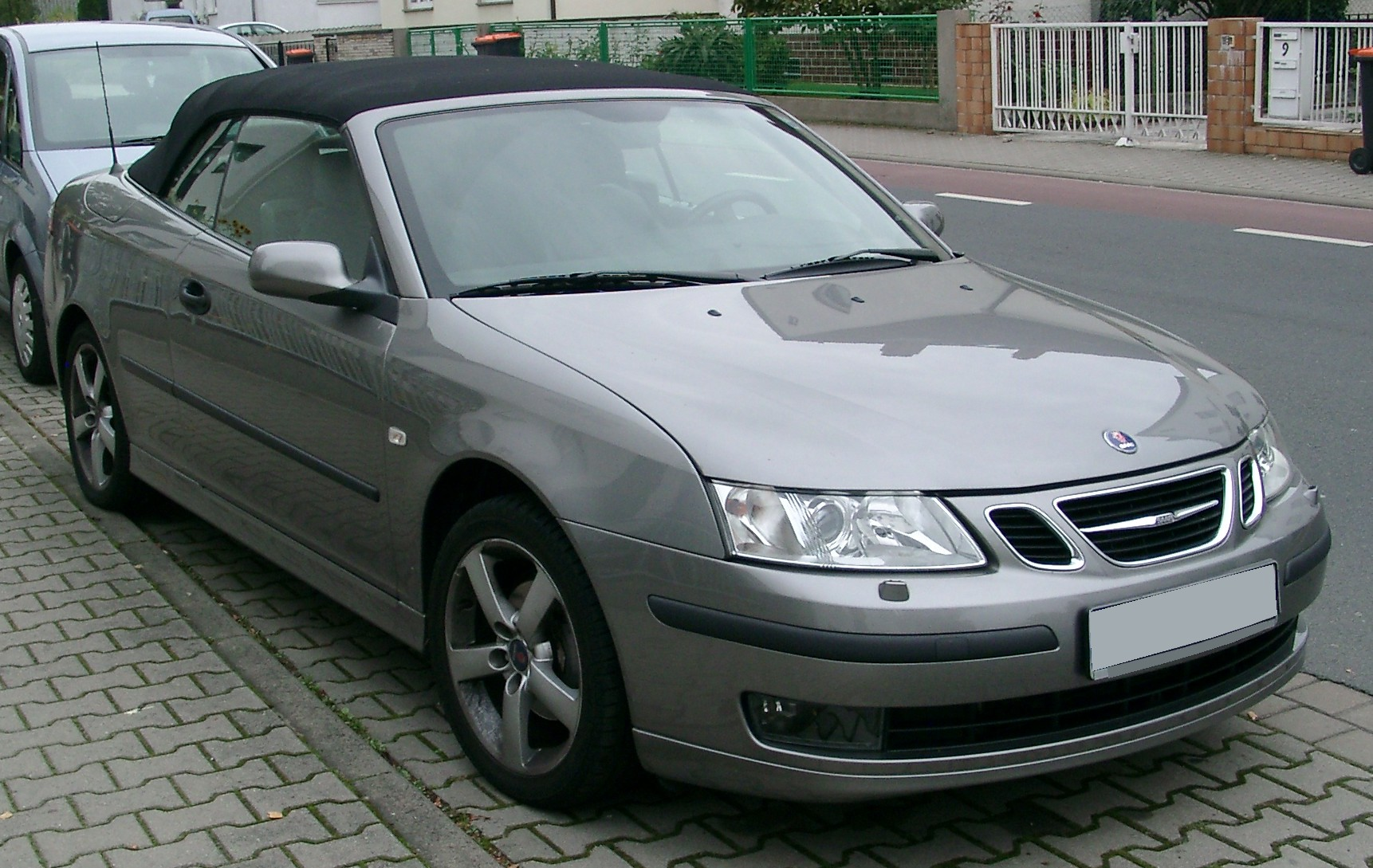
Cabrio 2003
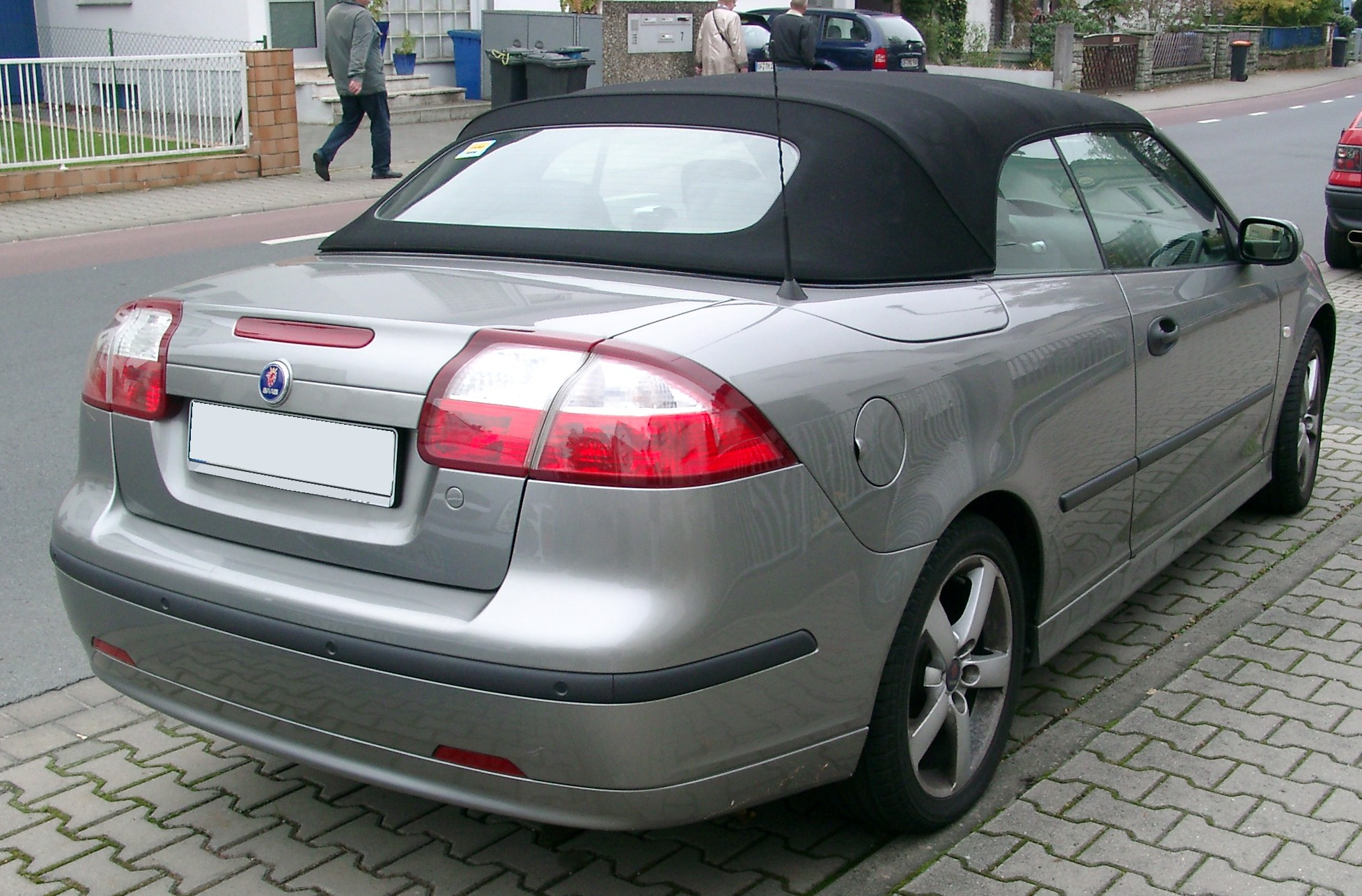
Poupe 2003
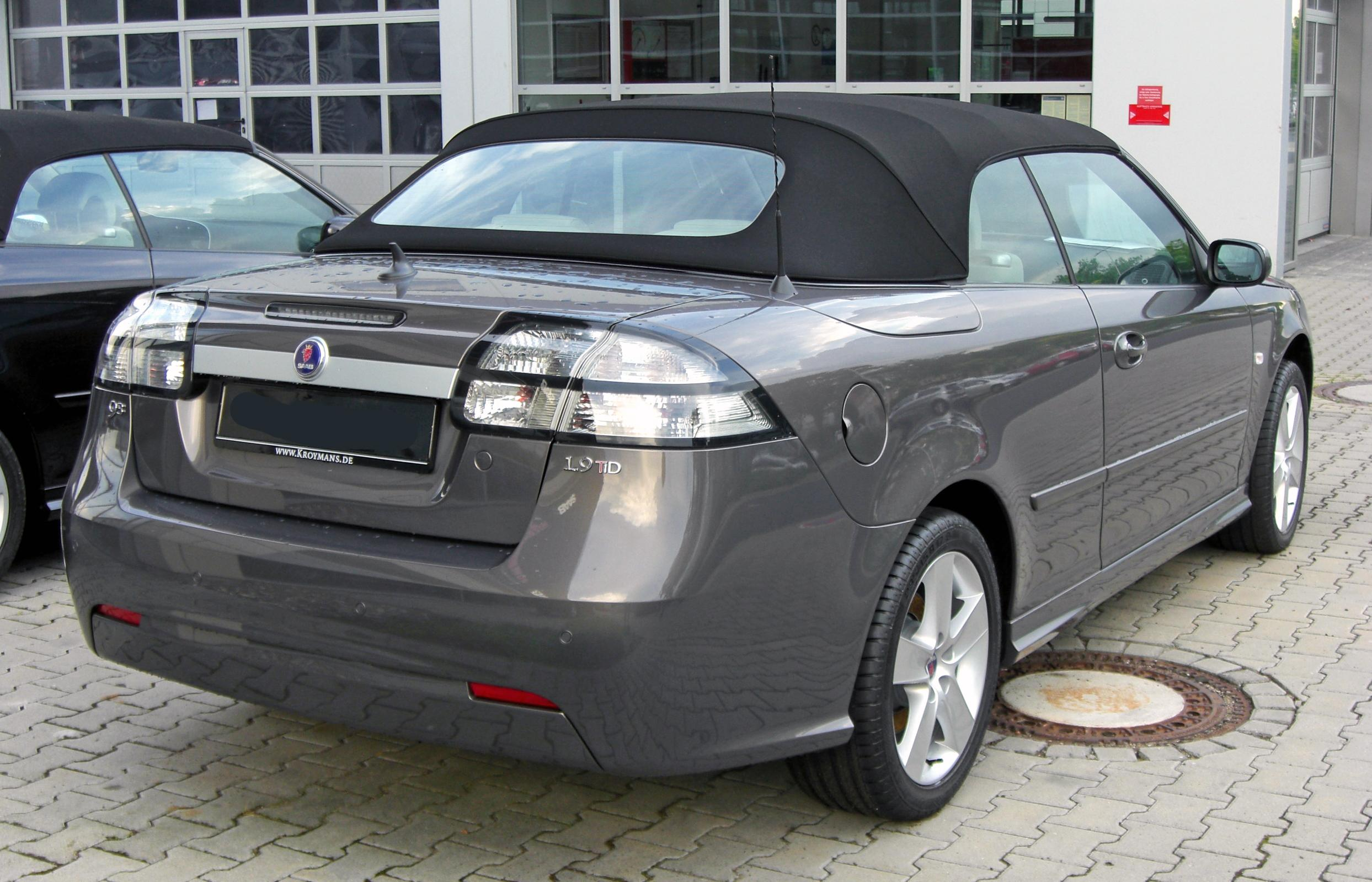
Poupe 2008
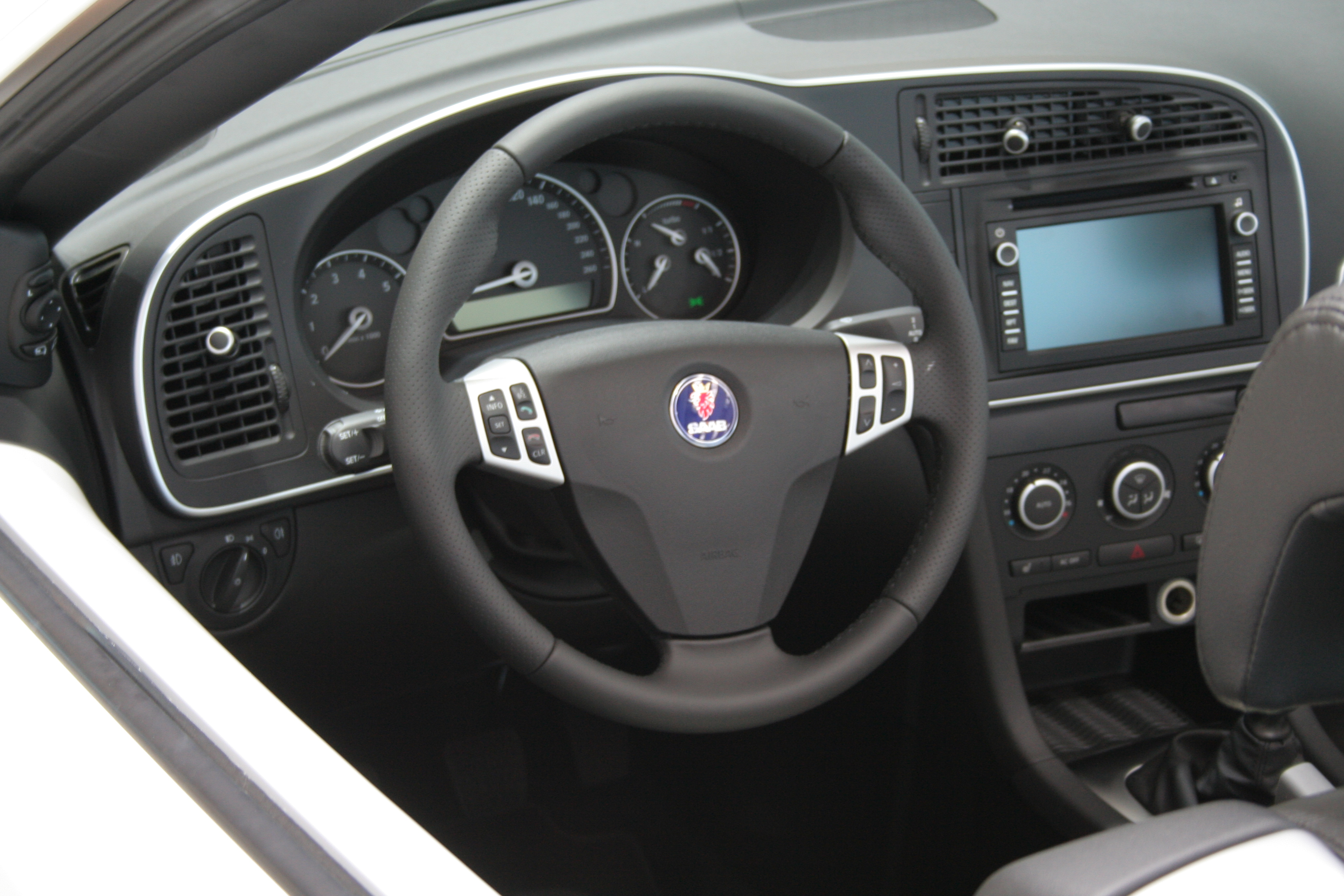
Cockpit 2008

### Motorisations
La nouvelle 9-3 inaugure le 4 cylindres Opel GM Ecotec, une évolution des Family II. Proposé en 1,8 ou 2,0 litres, ce moteur en aluminium a été développé par une équipe internationale mêlant des ingénieurs Saab, Opel, et GM. À partir de 2006, Saab équipe ses véhicules avec ses nouveaux moteurs « flexfuel », développés en 2005 sur base B205, qui fonctionnent indifféremment à l'essence sans plomb classique ou à l'éthanol. Désignés BioPower, ils sont toutefois optimisés pour l'E85 grâce au turbo et à la présence de la technologie d'injection directe à allumage par étincelle (SIDI). La 9-3 inaugure également à partir de 2007 une évolution du 1.9t Diesel de Fiat, désigné TTiD, dont la puissance est développée par une double suralimentation séquentielle à étage. Les deux turbines montées en série, une petite devant une grande, partagent le même carter et peuvent fonctionner en tandem, ce qui autorise un couple optimal de 400 N m sur une plage de régime plus étendue tout en réduisant la consommation.
Le moteur V6 est doté d'un turbo Mitsubishi TD04-15TK à double entrée, refroidi par eau, compressant à 0,6 bar. Avec un couple de 350 ou 400 N m disponible dès 1 800 tr/min, le 0 à 100 km/h s'efface en 6,7 s avec la traction, et en 6,3 s avec le système XWD. 90 % du couple est déjà disponible à partir de 1 500 tr/min.
En 2011 apparaît avec la gamme Griffin un nouveau moteur essence 2.0t, également décliné en Biopower, développant 163 ou 220 ch. Doté de la distribution variable et de l'injection directe, le calage de chaque soupape d'admission et d'échappement est rendu indépendant grâce à des déphaseurs d'arbres à cames à aubes et à commande hydraulique. Le turbo est alimenté par deux entrées, une pour deux cylindres. Le moteur consomme moins et réduit ses rejets de CO2.
Premiers modèles à partir de 2002 :
- 1.8i 122 ch (90 kW) - 167 N m - Ecotec
- 2.0t 150 ch (110 kW), 2.0t 175 ch (129 kW) ch - Ecotec turbo basse pression
- 2.0t 210 ch (154 kW) - 300 N m - Ecotec turbo haute pression
- 2.8T 250 ch (184 kW) - 350 N m - GM HFV6
- 2.2 TiD 125 ch (92 kW) - 280 N m - Opel D223L

À partir de 2005, 2006 :
- 1.8t BioPower 150/175 ch (111⁄129 kW) - 240⁄274 N m - Saab Automobile Powertrain AB (SP95/E85)
- 2.0t BioPower 175/200 ch (129⁄147 kW) - 265⁄300 N m - Saab Automobile Powertrain AB (SP95/E85)
- 2.8 V6 Turbo 255 ch (188 kW) - 350 N m - (2002-2007) - GM HFV6 : Aero traction
- 2.8 V6 Turbo 280 ch (206 kW) - 400 N m - (2008-...) - GM HFV6 : Aero XWD
- 1.9 TiD 120 ch ou 150 ch - 280 ou 320 N m - 1,4 bar - Fiat
- 1.9 TTiD 180 ch (132 kW) - 400 N m - 1,8 bar - Fiat (dès 2007)

À partir de 2010, réduction de rejet de CO2 :
- 1.8t BioPower 150/175 ch (111⁄129 kW) - 240⁄274 N m - Saab Automobile Powertrain AB (SP95/E85)
- 2.0t BioPower 175/200 ch (129⁄147 kW) - 265⁄300 N m - Saab Automobile Powertrain AB (SP95/E85)
- 2.0t BioPower 175/210 ch (129⁄162 kW) - 265⁄300 N m - Saab Automobile Powertrain AB, (SP95/E85) pour XWD
- 2.0t Biopower 163 et 220 ch (120 et 162 kW) - 320 et 350 N m - Saab Powertrain, (2011) pour gamme Griffin
- 1.9 TTiD 130, 160 et 180 ch (96, 118 et 132 kW) - 320, 360 et 400 N m - Fiat, équipe aussi la gamme Griffin

### Griffin
La gamme Griffin remplace les modèles précédents et marque le crépuscule de la série 9-3 de seconde génération, avant renouvellement prévu pour 2012 puis avorté. Elle se décline en finition standard ou Aero. Cette transition apporte un nouveau bouclier avant, des feux bloc-de-glace directionnels adaptatifs, des jantes alliage 17 ou 18 pouces, un aileron sur la malle arrière et un logo Griffin sur les ailes. L'intérieur bénéficie également d'un rafraîchissement stylistique léger. Mécaniquement la gamme reçoit un nouveau moteur essence plus performant, à 163 ou 220 ch. Pour le diesel, l'architecture TTiD concerne désormais les trois déclinaisons. Tous les modèles sont équipés d'une boîte de vitesses à 6 rapports, mécanique ou automatique.

### Séries spéciales
- Turbo X

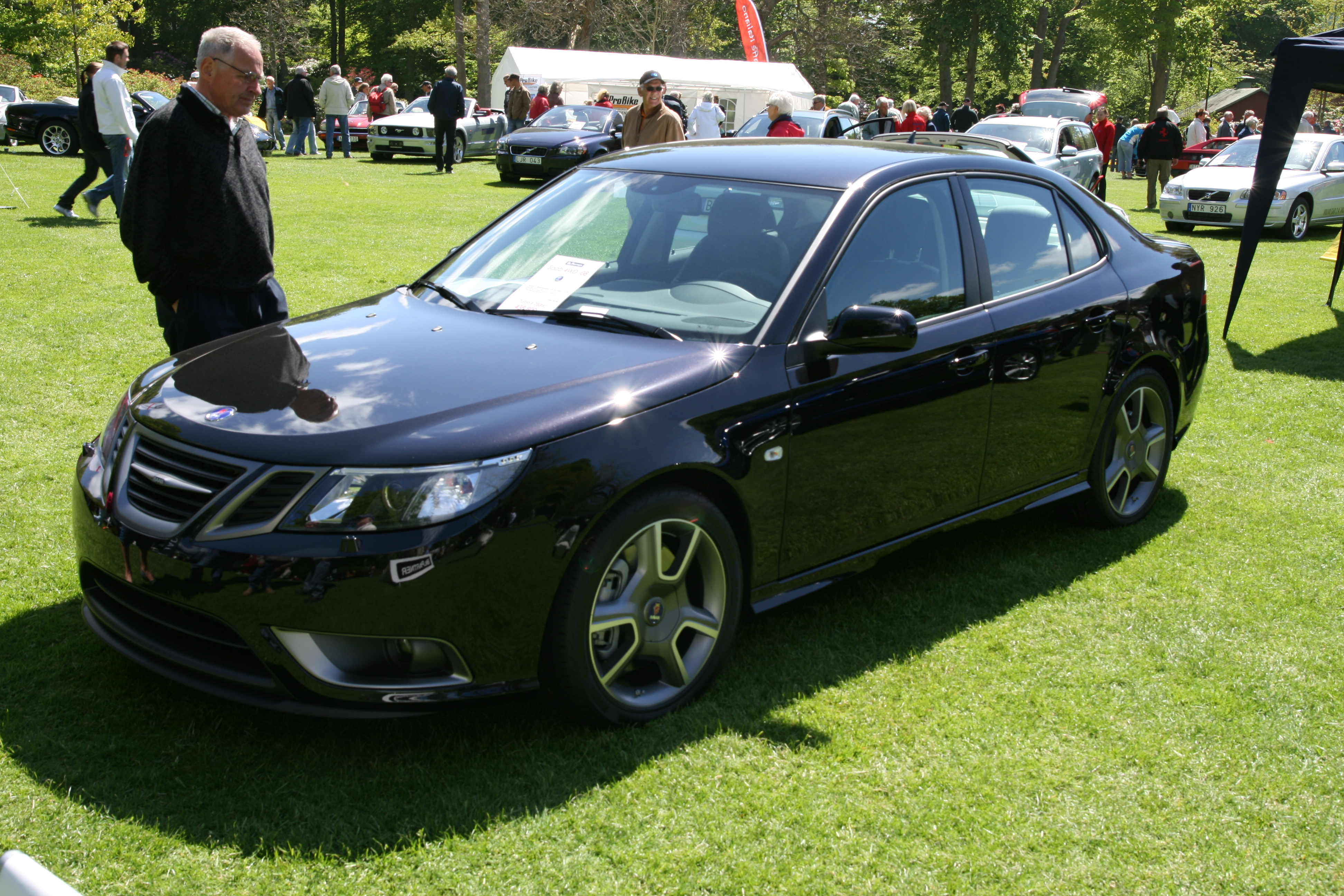
Saab Turbo X au château d'Helsingborg (Suède)

Présentée en 2008, cette série spéciale à la robe noire fête l'anniversaire de l'arrivée du turbo chez Saab, avec en filigrane la célébration de la classique 900 turbo. Outre quelques options d'équipement supplémentaires, elle offre surtout la possibilité d'exploiter le moteur V6 2.8 litres turbo de 280 ch et 400 N m, d'origine GM, sur la transmission intégrale XWD développée conjointement avec le suédois Haldex. Une technologie qui permet en temps réel de varier le transfert du couple entre les quatre roues, pour offrir une transmission optimale en fonction des conditions de terrain grâce au Torque Transfer Device, et grâce à un différentiel arrière à glissement limité (eSLD). Cette combinaison, qui travaille à partir des données de l'ESP, lui permet un 0 à 100 km/h en 5,7 secondes environ. Pour l'esthétique, le véhicule reçoit un volant, des sièges, des boucliers et des jantes 18 pouces spécifiques, il se décline en berline et en break.
- Édition TX[11]

Présentée en berline, break ou cabriolet fin 2009, cette série spéciale suréquipée se décline en version Aero ou Vector à partir d'éléments de la Turbo X, avec une couleur de robe spécifique rouge vif pour la France. L'Aero se distingue de la Vector par les jantes 18 pouces de la Turbo X, au lieu des 17 pouces, pourvues d'un système de surveillance de pression des pneus (option) ; par la double extrémité ronde de l'échappement en chrome ; par la présence des sièges à mémoire de la Turbo X et des phares directionnels. Les deux modèles empruntent à la Turbo X son volant, les inserts de pare-chocs avant en gris anthracite et finition titane, ainsi que les tapis de sol et quelques éléments en fibre de carbone dans l'habitacle. Au niveau motorisation, le véhicule se dote du 1.9 TTiD, développant 180 ch pour l'Aero.
- 9-3X

Déclinaison crossover de la 9-3 hatchback avec des finitions extérieures et intérieures spécifiques, elle est disponible en millésime 2010.

### Versions Électriques
- True Electric ZE 9-3

En 2009, Saab Automobile intègre un consortium industriel qui se donne pour ambition le développement rapide d'une voiture électrique suédoise. La 9-3 Aero cabriolet est choisie comme base, que les entreprises Electroengine in Sweden AB, Boston-Power Inc. (batteries), Innovatum AB et Power Circle se chargent de transformer en véhicule électrique utilisable au quotidien. Les essais annoncent une puissance maximale de 335 ch pour un couple allant jusqu'à 2 480 N m ; valeurs délivrées par le double moteur électrique synchrone TE6M. La consommation moyenne de 0,17 kWh/km autorise une autonomie supérieure à 150 km. Le véhicule, qui efface le 0 à 100 km/h en 6,3 s, peut atteindre une vitesse de pointe de 180 km/h. La batterie lithium-ion, d'une capacité de 26 kWh, se charge en 10 heures sur secteur (230 V, 10 A), ou en une demi-heure à partir d'un chargeur haute performance (400 V, 32 A). Le consortium prévoyait la production d'une centaine de véhicules courant 2010, mais la faillite du groupe GM perturbe le calendrier.
- Saab 9-3 ePower

C'est au salon automobile de Paris, en septembre 2010, que Saab présentera le concept Saab 9-3 ePower et avec lui la continuation du projet précédent par Spyker. Il s'agissait d'une 9-3 break équipée d'un moteur électrique de 184 ch (135 kW), alimenté par des batteries lithium-ion de 35,5 kWh logées dans le plancher. Capable de lancer le véhicule de 0 à 100 km/h en 8,5 secondes, et d'atteindre 150 km/h, la solution électrique savait maintenir ses performances jusqu'à une température de −30 °C sur une autonomie d'environ 200 km. La durée de vie des batteries était prévue pour 10 ans. À partir de 2011, 70 premiers modèles seront d'abord construits à la main sur la ligne spéciale Frickeboa de l'usine de Trollhättan, pour effectuer des tests en environnement naturel dans toute la Suède, entre 2011 et 2012. Équipés de boîtes noires, les véhicules rendaient régulièrement un retour d'expérience pendant l'utilisation intensive effectuée par les familles tirées au sort. En plus des entreprises du consortium de départ, l'Agence suédoise à l'énergie participait au financement du projet.
Le projet d'une Saab électrique sera repris par NEVS en 2012, sur la base d'une berline, pour entrer en production dès 2014 à destination du marché chinois.

### Versions chinoises
Alors que fin 2009 GM négocie toujours la session de Saab Automobile au néerlandais Spyker Cars, la firme chinoise BAIC achète les outils de production de l'ancienne Saab 9-5, ainsi que ceux de la Saab 9-3 de seconde génération. C'est à l'occasion du salon automobile de Pékin, en avril 2010, qu'est alors présenté le modèle Beijing C60, qui correspond à la version précédant le restylage de 2007 de la 9-3.
En janvier 2011 le constructeur Beijing Automotive s'associe à la ville de Pékin pour mettre à l'essai 30 véhicules électriques, dont une dizaine directement sur base Saab 9-3 2008, désignés alors Q60FB. Les véhicules, livrés avec un dispositif domestique de recharge, sont distribués par tirage au sort à des citoyens chinois. Le projet remplace celui avorté avec Chrysler, qui devait proposer une base Sebring. La Q60FB s'anime d'un moteur électrique 336 V, qui délivre entre  et 100kW pour un couple de 130 à 300 N m entre 3 500 et 5 000 tr/min. Doté d'une batterie 336-375 V de Ah, le véhicule atteint une vitesse de 160 km/h pour une autonomie moyenne de 160 km. Cette Saab sinisée efface le 0 à 100 km/h en 12,8 s.
En 2014 apparaît une nouvelle adaptation sous la désignation Senova D60, pourvue d'une robe remodelée par le cabinet Pininfarina. Senova (Shenbao) est une marque de BAIC chargée d'exploiter les licences Saab acquises chez GM. Cette Senova D60 (Shenbao D60, 绅宝D60) est présentée comme la sportive de la gamme, avec un moteur 2.0 litres turbo de 204 ch et un 1.8 litre de 177 ch. La production commence en avril 2014 au sein d'une usine située à Guangzhou (province du Guangdong), via une nouvelle entité juridique nommée Beiqi Guangzhou Automobile Corporation.

### Génération NEVS (2013)

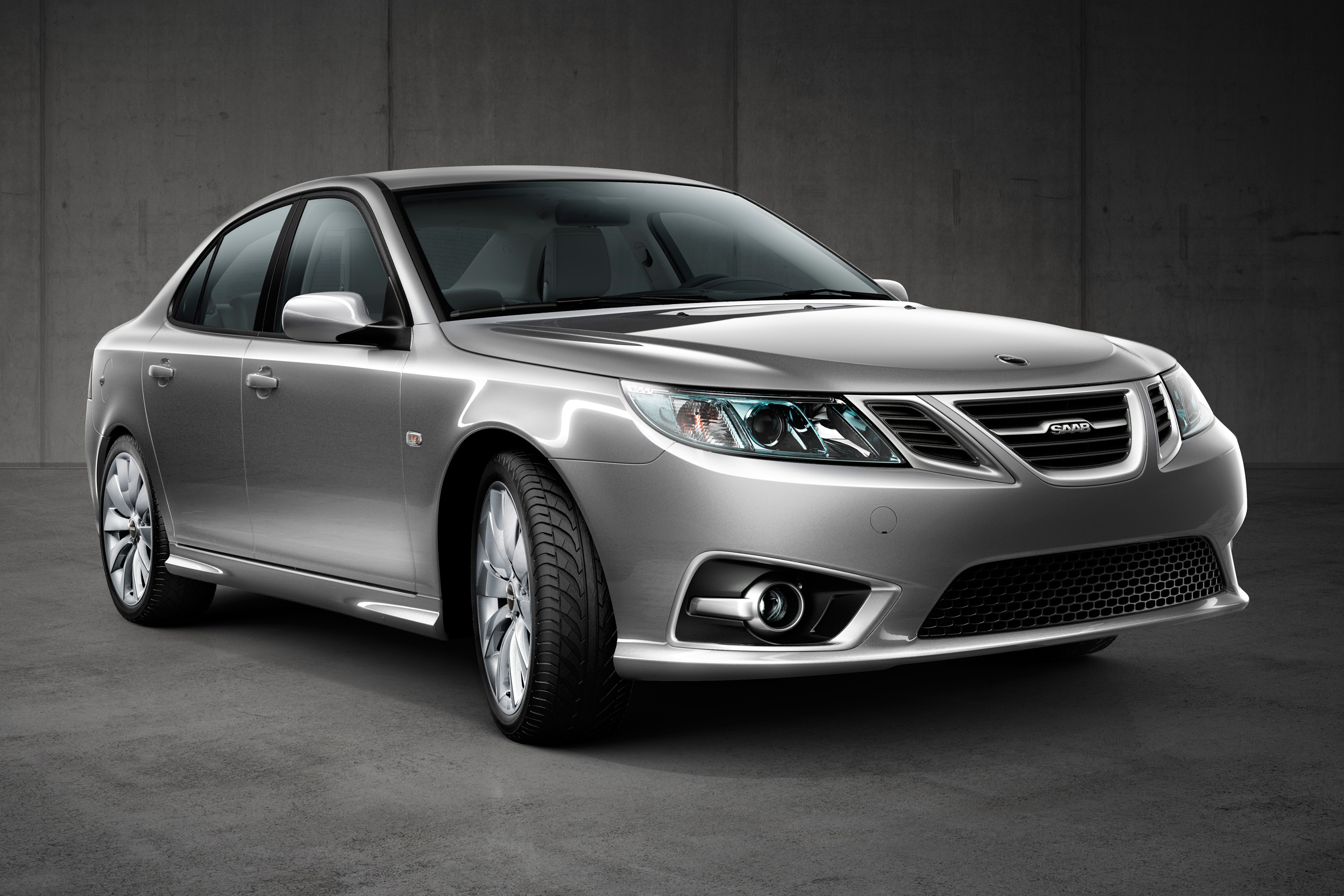
9-3 Aero essence (photo Nevs)

Le 19 décembre 2013, National Electric Vehicle Sweden (NEVS) redémarre les lignes de production de la berline, à l'usine de Trollhättan. Une dizaine de véhicules Saab 9-3 berline sont d'abord assemblés comme modèles de pré-production, pour étalonner les lignes de montage et tester de nouveaux composants. La seule différence extérieure est l'absence du griffon couronné, remplacé par un badge rond affichant l'acronyme Saab en argent sur fond noir, cerclé de chrome. Suivront en décembre les modèles commerciaux, produits en petite quantité avant l'arrivée des électriques et des versions redessinées. Il s'agit du modèle Aero armé du moteur essence 2.0 litres de 220 ch. La sellerie cuir, d'un fournisseur différent, présente une assise et des appuis-tête nouveaux. Destiné à une faible diffusion, en Suède et en Chine, le véhicule se commande via le site internet NEVS. Les clients autres que chinois doivent prendre livraison directement à l'usine.
La production des modèles électriques démarre, elle, en février 2014 à Trollhättan, avec une commande de 200 véhicules par la ville chinoise de Qingdao (partenaire financier), livrables en avril de la même année. Si la voiture en elle-même est assemblée en Suède, les batteries sont ajoutées en Chine, à l'usine de Qingdao. Destiné au marché chinois, le véhicule sera néanmoins disponible en Suède.
La production des Saab 9-3 est arrêtée le 20 mai 2014 car en raison du manque de liquidités, les fournisseurs n'ont pas été payés.